# Jacksonville Beach
Jacksonville Beach è un comune degli Stati Uniti d'America, situato nella contea di Duval, nello Stato della Florida. Ha mantenuto una sua indipendenza amministrativa anche dopo che, nel 1968, Jacksonville ha ottenuto lo status di città consolidata, unendo quindi il governo cittadino al governo della contea di Duval, interamente occupata dalla sua area metropolitana. Insieme a Jacksonville Beach, hanno mantenuto la propria amministrazione le sole Atlantic Beach, Neptune Beach e Baldwin. Secondo il censimento del 2000, la città aveva una popolazione totale di 20 990 abitanti.

## Storia
Sebbene gli ugonotti francesi guidati dal capitano Jean Ribault rivendicarono la First Coast nel 1562, furono gli spagnoli che per primi si insediarono nella zona di Jacksonville Beach, istituendo missioni da Mayport a St. Augustine. Gli spagnoli cedettero la parte est della Florida agli inglesi con un trattato nel 1763 per riacquistarne il controllo dopo soli vent'anni. Nel 1821 gli spagnoli cedettero la Florida agli Stati Uniti d'America. L'area delle Jacksonville Beaches fu abitata almeno fin dal 1837 quando Mayport divenne un porto, ma fu solo nel 1883 che la Jacksonville and Atlantic Railroad istituì Rudy Beach, oggi denominata Jacksonville Beach. L'insediamento fu rinominato Pablo Beach tre anni dopo e fu incorporato come città nel 1907. Il nome fu cambiato in Jacksonville Beach nel 1925.
Jacksonville Beach è la città più grande nella comunità delle cosiddette Jacksonville Beaches.

## Geografia fisica
Jacksonville Beach si trova a 30°17'3" nord, 81°23'46" ovest.
Secondo l'U.S. Census Bureau, la città ha un'area totale di 56,9 km², di cui 19,9 km² su terraferma e 37,0 km² di acque interne (65,03% del totale).

## Società

### Evoluzione demografica
Secondo il censimento del 2000, ci sono 20 990 abitanti, 9 715 persone che vivono nella stessa casa e 5 207 famiglie residenti nella città. La densità di popolazione è 1 055,2/km². Ci sono 10 775 unità abitative per una densità media di 541,7/km². La composizione razziale della città è 90,94% bianchi, 4,82% afroamericani, 0,27% nativi americani, 1,63% asiatici, 0,04% isolani del Pacifico, 0,79% di altre razze e 1,51% di due o più razze. Il 2,99% della popolazione è ispanica o latina di qualsiasi razza.
Ci sono 9 715 persone che vivono nella stessa casa di cui 21,8% ha bambini al di sotto dei 18 anni che vivono con loro, 40,5% sono coppie sposate che vivono insieme, 9,4% ha un capofamiglia femmina senza marito presente e 46,4% non son considerate famiglie. Il 34,6% di tutte le persone che vivono nella stessa casa è composto da individui singoli e il 9,2% è composto da qualcuno che vive da solo e che ha dai 65 anni in su. La misura media di una casa in cui vivono più persone è 2,13 e la misura media di una famiglia è 2,78.
Nella città la popolazione è distribuita con il 18% al di sotto dei 18 anni, 8,7% dai 18 ai 24, 35,6% dai 25 ai 44, 24,7% dai 45 ai 64 e 13% dai 65 anni in su. L'età media è 38 anni. Per ogni 100 femmine ci sono 100,7 maschi. Per ogni 100 femmine dai 18 anni in su ci sono 99,7 maschi.
Il reddito medio per una casa in cui vivono più persone è 46922 $ e il reddito medio per una famiglia è $58.388. I maschi hanno un reddito medio di 36385 $ contro 30055 $ per le femmine. Il reddito pro capite per la città è 27467 $. Il 7,2% della popolazione e il 4,2% delle famiglie sono al di sotto del livello di povertà. Di tutta la popolazione, 8,2% di quelli al di sotto dei 18 anni e 7% di quelli dai 65 anni in su vivono al di sotto del livello di povertà.